# Toshiki Kaifu
Toshiki Kaifu (海部 俊樹 Kaifu Toshiki?, 2 de enero de 1931 - 9 de enero de 2022) fue un político japonés. Fue el 76.º y 77.º primer ministro de Japón de 1989 a 1991.

## Biografía
Nació en Nagoya, Prefectura de Aichi, y se educó en la Universidad de Waseda. Miembro del Partido Liberal Democrático (LDP), Kaifu fue elegido legislador en 1960 sirviendo en 13 oportunidades. Fue ministro de Educación antes de llegar a liderar el Partido luego de que Takeshita Noboru y Sosuke Uno no quisieran tomar el cargo; siendo seleccionado en la lista de "líderes limpios". 
Kaifu se convirtió en el 76.º primer ministro de Japón en agosto de 1989, pero su facción fue tan pequeña que no lo ayudaron a impulsar sus reformas y las continuas repercusiones del escándalo de Sagawa le causaron problemas. Se retiró en noviembre de 1991 siendo reemplazado por Kiichi Miyazawa. 
En 1994 abandonó el LDP para convertirse en el líder del nuevo partido Shinshinto (Partido Nueva Frontera).